# 주 하나님 지으신 모든 세계

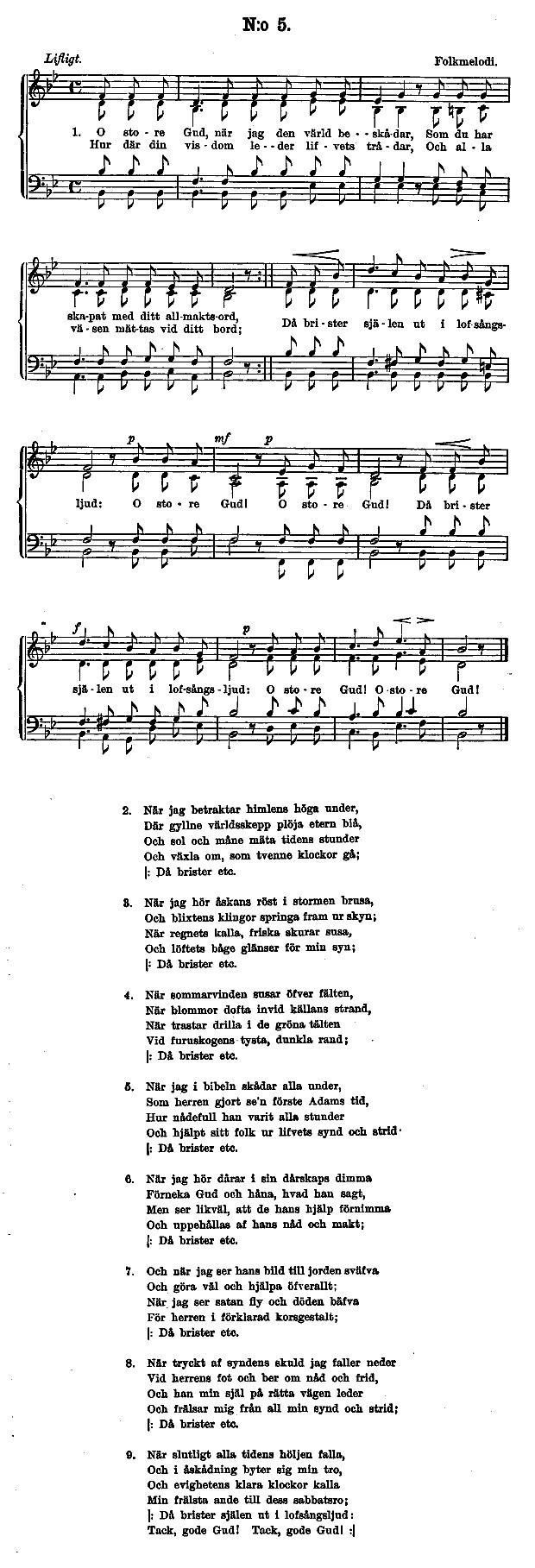

〈주 하나님 지으신 모든 세계〉(영어: How Great Thou Art)는 기독교 찬송가로, 칼 보버그(1859~1940년)가 1885년 스웨덴에서 자기가 느낀 경험을 토대로 작사했으며 처음엔 3절까지만 있었고 곡은 스웨덴 민요이며 E.A.Edgren이 편곡했다고 한다. Stuart K. Hine이 영어로 번역하고 직접 4절 가사를 지었다.
대한민국 개신교 찬송가에서는 〈주 하나님 지으신 모든 세계〉로, 가톨릭 성가에서는 〈주 하느님 크시도다〉로 알려져 있다.

## 일반적으로 쓰이는 영어 가사
- 1절

O Lord my God! When I in awesome wonder
Consider all the works Thy hands have made.
I see the stars, I hear the rolling thunder,
Thy power throughout the universe displayed.
후렴:
Then sings my soul, my Saviour God, to Thee;
How great Thou art, how great Thou art!
Then sings my soul, My Saviour God, to Thee:
How great Thou art, how great Thou art!
- 2절

When through the woods and forest glades I wander
And hear the birds sing sweetly in the trees;
When I look down from lofty mountain grandeur
And hear the brook and feel the gentle breeze:
(후렴 반복.)
- 3절

And when I think that God, His Son not sparing,
Sent Him to die, I scarce can take it in;
That on the cross, my burden gladly bearing,
He bled and died to take away my sin:
(후렴 반복.)
- 4절

When Christ shall come with shouts of acclamation
And take me home, what joy shall fill my heart!
Then I shall bow in humble adoration,
And there proclaim, my God, how great Thou art!
(후렴 반복.)

## 한국역
개신교와 가톨릭에서 쓰이는 한국 번안은 다음과 같다.
- 1절: 1절은 가톨릭과 개신교의 것 모두 가사가 같다.

주 하나님(하느님) 지으신 모든 세계 내 마음 속에 그리어볼 때 하늘의 별 울려 퍼지는 뇌성 주님의 권능 우주에 찼네
- 2절:

개신교 - 숲 속이나 험한 산골짝에서 지저귀는 저 새소리들과 고요하게 흐르는 시냇물은 주님의 솜씨 노래하도다
가톨릭 - 저 수풀 속 산길을 홀로 가며 아름다운 새소리 들을 때 산 위에서 웅장한 경치 볼 때 냇가에서 미풍에 접할 때
- 3절:

개신교 - 주 하나님 독생자 아낌없이 우리를 위해 보내주셨네 십자가에 피흘려 죽으신 주 내 모든 죄를 구속하셨네
가톨릭 - 주 하느님 외아들 예수님을 세상을 위해 보내주셨네 십자가에 내 죄를 대신하여 못 박히시어 돌아가셨네
- 4절:

개신교 - 내 주 예수 세상에 다시 올 때 저 천국으로 날 인도하리 나 겸손히 엎드려 경배하며 영원히 주를 찬양하리라
가톨릭 - 주 하느님 세상에 다시 올 때 내 기쁨 말로 다 못하겠네 겸손되이 주님께 경배할 때 그 크신 공덕 내가 알겠네
- 후렴:

개신교 - 주님의 높고 위대하심을 내 영혼이 찬양하네. 주님의 높고 위대하심을 내 영혼이 찬양하네.
가톨릭 - 내 영혼 주를 찬양하리니 주 하느님 크시도다. 내 영혼 주를 찬양하리니 크시도다 주 하느님.